# 扶蘇
扶蘇（ふそ、拼音：Fúsū、? - 紀元前210年）は、秦の始皇帝の長男。姓は嬴（えい）。仁愛ある人格と聡明さで知られ、始皇帝を諫めていた。始皇帝からは後継者に目されていたが、始皇帝の死後、弟の胡亥や趙高・李斯の謀略により自決を命じられ、抵抗することなく自決した。

## 生涯
始皇帝の二十数人いた男子の長子であるが、太子には立てられていなかった。
藤田勝久は、扶蘇の母について、「楚の王族である昌平君たちは、なぜ秦王九年（紀元前238年）の時点で秦国の中心にいたのだろうか。これが扶蘇の母に関連すると想像するのである。秦王（後の始皇帝）の長子である扶蘇は、第一夫人の子だったはずである。『史記』には、なぜか始皇帝の夫人について、まったく記されていない。（中略）戦国時代の外交の延長として、婚姻や人質に客卿のような人物が付き添ってゆくとすれば、九年に楚の王族が滞在したのは、最初の夫人を楚から迎えた際の付き添いであることが推測される。だからその母から生まれた扶蘇は、楚の王室にもつながる人物であり（後略）」と論じ、扶蘇の母は楚の出身であると推測している。
始皇35年（紀元前212年）、始皇帝のために不老の薬を探させていた方士の盧生が韓の客である侯生とともに始皇帝を非難した上で、逃亡する事件が起きた。激怒した始皇帝は、学者や方士を取り調べ、禁令を犯したもの460余人を捕らえて咸陽にて生き埋めにして、天下の人に知らしめて見せしめにする事件があった（坑儒）。さらに始皇帝はますます罪人を摘発して、辺境に流していった。
扶蘇は始皇帝を諫めた。「天下は初めて平定され、遠方の民は安息を得ていません。学者たちは孔子の教えに従っています。ただ今、上（始皇帝）は、彼ら全員に対する刑罰を厳しくして、ただしております。私は天下の民が不安を感じることを恐れます。上、このことをお察し願います」。扶蘇が何度も諫めたため、始皇帝は怒って、扶蘇に上郡にいた蒙恬を監督させることにして、（蒙恬のいる）北の地へ送った。
始皇37年（紀元前210年）10月、父の始皇帝が5回目の巡幸に出た。その際、始皇帝の末子であり、扶蘇の弟にあたる胡亥、左丞相の李斯及び中車府の令であった趙高は巡幸に同行していた。
巡幸中に平原津のあたりで始皇帝は発病し、ますます病は重くなった。そこで、扶蘇に与える皇帝の印を捺した「（始皇帝の）喪を（秦に都である）咸陽で迎えて、葬儀を行え」という内容の文書を作り、与えることにした。皇帝の印が捺された文書は封印がされ、趙高にとどめられ、扶蘇のもとへ赴く使者には授けられなかった。
鶴間和幸は、「この遺詔は長子の扶蘇を始皇帝の後継として認めたものである」、「始皇帝は最後に太子を立てたことを公表できずに死を迎えた。長子扶蘇への最後の璽書（皇帝の印を押した書）が立太子の文書となるはずだった」としている。
同年7月、始皇帝は巡幸中に、沙丘の平台宮で崩御した。
李斯は、諸々の公子や天下の者が変事を起こすことを恐れて、始皇帝の死を秘密にし、喪を発表しなかった。始皇帝の死は、李斯・胡亥と趙高、信任されていた宦者5・6人が知るのみであった。
しかし、胡亥は趙高からそそのかされ、「始皇帝の詔の内容を偽り、扶蘇を廃して胡亥が太子として立つ」という趙高の謀略に同意してしまう。
また、趙高に「剛毅で武勇すぐれ、人望があり、兵士たちを奮い立たせることができる扶蘇が即位すれば、扶蘇に親しい将軍の蒙恬が丞相となり、自分や自分の一族の立場も危うい」と吹き込まれた李斯も趙高の謀略を行う仲間に加わることに同意する。
三人は始皇帝が扶蘇に賜うべく封じておいた文書を破り捨て、始皇帝の詔を偽り、胡亥が太子として立てられた。さらに、（始皇帝の詔と偽り）、皇帝の印を押して封じた文書を作成し、胡亥の食客を扶蘇と蒙恬のもとに使者として送り、その文書を渡させた。上郡にいた扶蘇はその使者を迎え、文書を開いて読んだ。「朕（始皇帝）が天下を巡行して、名山にいる諸々の神々を祀り、長寿を得ようとした。扶蘇と蒙恬に数十万の軍を率いらせ、辺境に駐屯させること十数年経ったのに、前進することはできず、数多くの兵士を失った。尺寸の土地を得る功績は無いにもかかわらず、かえって、何度も上書して、私の行いを直言して誹謗した。（扶蘇が北地における蒙恬の監督）を罷免されて咸陽に帰還しても太子になることができないゆえに、日夜、怨望しているからだ。扶蘇は人の子として不孝である。剣を賜うゆえ、自決せよ！将軍の蒙恬は、扶蘇とともに外地にありながら扶蘇の行いを矯正しなかったのは扶蘇の謀計を知っていたからである。これは人臣として不忠である。死を賜うゆえ、軍は裨将（副将）の王離の下に配属させるように」。
扶蘇は文書を読んで、泣いて、中の部屋に入り、自殺しようとした。蒙恬は制止して、扶蘇に言った。「陛下は外（巡行）にいて、いまだ太子を立てておらず、私を30万の衆の将として辺境を守備させ、公子（扶蘇）に監督させています。これ（扶蘇と蒙恬の任務）は天下を治める重任です。今、一度使者が来て、すぐ自決を命じています。どうして、これが偽りでないと言い切れるでしょうか？重ねて詔を請い、再び詔を受けて、（同じ命令なら）その後に死ねば、遅すぎるということはないでしょう」。使者は何度も扶蘇の自決を促した。扶蘇は仁愛に厚い性質であったため、蒙恬にこう言った。「父が子に死を賜うのに、どうしても再び詔を請おうか！」扶蘇は自決した。
蒙恬は死ぬことに同意しなかったため、使者は配下の役人に捕らえられ、陽周につながれた。胡亥はいったん蒙恬を許そうとしたが、趙高が蒙恬と弟の蒙毅の死を胡亥に請うた。
胡亥が咸陽に帰ると、太子として始皇帝の死を発表した上で二世皇帝に即位した。
同年内に、蒙恬も胡亥の送った使者によって自決を命じられ、自決した。

## 死後
二世元年（紀元前209年）7月、陳勝が仲間の呉広に図って、秦帝国と皇帝胡亥に対して反乱を計画する際に、扶蘇の民衆からの人気の高さを利用しようとして、「二世皇帝（胡亥）は末子であり、即位すべきものではなく、本当に即位すべきは公子の扶蘇であったようだ。扶蘇はしばしば、始皇帝を諫めていたため、上（始皇帝）は外地にやり、兵を率いらせた。この度、どうやら罪もないのに、二世皇帝（胡亥）に殺されたらしい。天下の多くの民は扶蘇が優れた人物であることを知っており、まだ、彼が死んだということを知らない。すでに扶蘇は死んではいるが、私が衆人に偽って、公子の扶蘇であると自称して、天下に知らせれば、多くの人々が反乱に応じるだろう」と語った。その後、陳勝は、反乱を起こして、自分の正体は扶蘇であると詐称した。
藤田勝久は、陳勝が扶蘇の名を詐称したことについて、「ここには何か、隠された理由があるにちがいない。この疑問を解く鍵として、項燕（秦と最後まで抵抗して戦った楚の将軍）が楚王に立てて一緒に戦った王族の昌平君という人物に注目したい。（中略）だからその（楚の出身である始皇帝の第一夫人の）母から生まれた扶蘇は、楚の王室にもつながる人物であり、また昌平君のイメージと重なる人物でもある。そして生死が不明な扶蘇が、項燕のような楚の将軍と一緒に蜂起したといえば、かつての反秦の戦いの再現のようになるのである。これが、陳渉（陳勝）たちが扶蘇を詐称しようとした社会背景の一つではないだろうか」と論じている。

## 子嬰との関係
小説などでは秦の最後の君主である子嬰は扶蘇の子であるといわれることがあるが、『史記』などの史書に裏付けがある話ではない。扶蘇と子嬰の父子関係を肯定するならば、趙高の誅殺に加わった子嬰の二人の子は扶蘇の孫、始皇帝の曾孫となる。『史記』「李斯列伝」では始皇帝の弟とされ、『史記』「秦始皇本紀」では「胡亥の兄の子」とされており、「兄」が誰の事なのかは記録されていない。また、『史記』「六国年表第三」では、「趙高反，二世自殺，高立二世兄子嬰」と記述され、「胡亥の兄」とされている。
中井積徳は、子嬰が始皇帝の孫なら「公孫」と称し、公子と称すことができないことから、「兄子」の「子」の字を伝写するものが誤って増やしたのではと考え、さらに、子嬰の子供たちと趙高の謀殺を共謀することは年齢的に無理があることから、子嬰を「蓋し（思うに）二世（胡亥）の兄なり」として、扶蘇と胡亥の間の始皇帝の公子の一人、扶蘇の弟、胡亥の兄とみなしている。
『史記』「李斯列伝」集解徐広の説では、「一本曰『召始皇弟子嬰，授之璽』」と記述され、始皇帝の弟の子の（嬴）嬰とする説がある。就実大学人文科学部元教授の李開元はこの説を支持し、嬴嬰を扶蘇ではなく始皇帝の弟である嬴成蟜の子であると言う説を発表している。また、この中で李開元は成蟜が趙攻めの際に秦に叛いた際（成蟜の乱）、趙で生まれたのが子嬰であると言う。
ただし、新釈漢文大系「史記一（本紀）」の注釈においては、子嬰（公子嬰）を「二世胡亥の兄扶蘇の子」としている。

## 参考論文
- 藤田勝久「秦始皇帝と諸公子について」（『愛媛大学法文学部論集　 人文学科編』13号、 2002年）